# Bobsleeën op de Olympische Winterspelen 2018 – viermansbob mannen
De viermansbob voor mannen tijdens de Olympische Winterspelen 2018 vond plaats op 24 en 25 februari in het Alpensia Sliding Centre in Pyeongchang, Zuid-Korea.

## Tijdschema
| Datum       | Lokale tijd | MET   | Afdaling     |
| ----------- | ----------- | ----- | ------------ |
| 24 februari | 09:30       | 01:30 | 1e en 2e run |
| 25 februari | 09:30       | 01:30 | 3e en 4e run |

## Uitslag
| #      | Olympiërs                                                                             | Land             | Totaal  | Run 1      | Run 2      | Run 3      | Run 4      |
| ------ | ------------------------------------------------------------------------------------- | ---------------- | ------- | ---------- | ---------- | ---------- | ---------- |
| Goud   | Francesco Friedrich / Candy Bauer Martin Grothkopp / Thorsten Margis                  | Duitsland        | 3.15,85 | 48,54 (1)  | 49,01 (1)  | 48,76 (1)  | 49,54 (3)  |
| Zilver | Nico Walther / Kevin Kuske Alexander Rödiger / Eric Franke                            | Duitsland        | 3.16,38 | 48,74 (3)  | 49,16 (2)  | 48,90 (4)  | 49,58 (7)  |
| Zilver | Won Yun-jong / Jun Jung-lin Seo Young-woo / Kim Dong-hyun                             | Zuid-Korea       | 3.18,38 | 48,65 (2)  | 49,19 (4)  | 48,89 (3)  | 49,65 (10) |
| 04     | Rico Peter / Thomas Amrhein Simon Friedli / Michael Kuonen                            | Zwitserland      | 3.16,59 | 49,05 (8)  | 49,16 (2)  | 48,87 (2)  | 49,51 (1)  |
| 05     | Oskars Melbārdis / Daumants Dreiškens Arvis Vilkaste / Jānis Strenga                  | Letland          | 3.16,65 | 48,82 (4)  | 49,39 (12) | 48,91 (5)  | 49,53 (2)  |
| 06     | Justin Kripps / Jesse Lumsden Alexander Kopacz / Oluseyi Smith                        | Canada           | 3.16,69 | 48,85 (5)  | 49,28 (9)  | 48,95 (6)  | 49,61 (8)  |
| 07     | Benjamin Maier / Kilian Walch Markus Sammer / Dănuț Moldovan                          | Oostenrijk       | 3.16,90 | 49,10 (14) | 49,21 (5)  | 49,03 (7)  | 49,56 (4)  |
| 08     | Johannes Lochner / Christian Poser Christopher Weber / Christian Rasp                 | Duitsland        | 3.17,11 | 48,95 (6)  | 49,26 (7)  | 49,10 (9)  | 48,80 (17) |
| 09     | Codie Bascue / Evan Weinstock Steven Langton / Sam McGuffie                           | Verenigde Staten | 3.17,28 | 49,09 (12) | 49,34 (10) | 49,08 (8)  | 49,77 (16) |
| 10     | Oskars Ķibermanis / Jānis Jansons Helvijs Lūsis / Matīss Miknis                       | Letland          | 3.17,41 | 49,18 (15) | 49,26 (7)  | 49,34 (11) | 49,63 (9)  |
| 11     | Loïc Costerg / Vincent Ricard Vincent Castell / Dorian Hauterville                    | Frankrijk        | 3.17,56 | 49,09 (12) | 49,36 (11) | 49,19 (10) | 49,92 (20) |
| 12     | Nick Poloniato / Cameron Stones Joshua Kirkpatrick / Ben Coakwell                     | Canada           | 3.17,81 | 49,40 (17) | 49,23 (6)  | 49,51 (14) | 49,67 (11) |
| 13     | Mateusz Luty / Arnold Zdebiak Łukasz Miedzik / Grzegorz Kossakowski\|                 | Polen            | 3.17,89 | 49,04 (7)  | 49,59 (18) | 49,46 (12) | 49,80 (17) |
| 14     | Clemens Bracher / Alain Knuser Martin Meier / Fabio Badraun                           | Zwitserland      | 3.17,91 | 49,06 (9)  | 49,54 (16) | 49,59 (16) | 49,72 (14) |
| 15     | Maxim Andrianov / Alexey Zaitsev Vasiliy Kondratenko / Ruslan Samitov                 | OAR              | 3.17,94 | 49,43 (18) | 49,39 (12) | 49,56 (15) | 49,56 (4)  |
| 16     | Christopher Spring / Lascelles Brown Bryan Barnett / Neville Wright                   | Canada           | 3.17,96 | 49,06 (9)  | 49,54 (17) | 49,46 (12) | 49,86 (19) |
| 17     | Brad Hall / Nick Gleeson Joel Fearon / Greg Cackett                                   | Groot-Brittannië | 3.18,26 | 49,25 (16) | 49,68 (19) | 49,64 (17) | 49,69 (12) |
| 18     | Lamin Deen / Ben Simons Toby Olubi / Andrew Matthews                                  | Groot-Brittannië | 3.18,29 | 49,44 (19) | 49,45 (14) | 49,66 (18) | 49,74 (15) |
| 19     | Nick Cunningham / Hakeem Abdul-Saboor Christopher Kinney / Samuel Michener            | Verenigde Staten | 3.18,54 | 49,60 (20) | 49,50 (15) | 49,74 (21) | 49,70 (13) |
| 20     | Justin Olsen / Nathan Weber Carlo Valdes / Christopher Fogt                           | Verenigde Staten | 3.18,55 | 49,62 (21) | 49,71 (20) | 49,66 (19) | 49,56 (4)  |
| 21     | Dominik Dvořák / Jaroslav Kopřiva Jan Šindelář / Jakub Nosek                          | Tsjechië         | 2.29,09 | 49,07 (11) | 49,97 (26) | 50,05 (25) |            |
| 22     | Markus Treichl / Ekemini Bassey Markus Glueck / Marco Rangl                           | Oostenrijk       | 2.29,24 | 49,73 (23) | 49,83 (22) | 49,68 (20) |            |
| 23     | Edson Bindilatti / Edson Ricardo Martins Odirlei Pessoni / Rafael Souza da Silva      | Brazilië         | 2.29,49 | 49,75 (25) | 49,94 (24) | 49,80 (22) |            |
| 24     | Jan Vrba / Dominik Suchý David Egydy / Jan Stokláska                                  | Tsjechië         | 2.29,59 | 49,73 (24) | 49,81 (21) | 50,05 (25) |            |
| 25     | Lucas Mata / David Mari Lachlan Reidy / Hayden Smith                                  | Australië        | 2.29,70 | 49,72 (22) | 49,91 (23) | 50,07 (27) |            |
| 26     | Shao Yujin / Li Chunjian Wang Sidong / Shi Hao                                        | China            | 2.29,74 | 49,79 (26) | 50,01 (27) | 49,94 (23) |            |
| 27     | Simone Bertazzo / Lorenzo Bilotti Francesco Costa / Simone Fontana                    | Italië           | 2.29,88 | 49,92 (27) | 49,94 (24) | 50,02 (24) |            |
| 28     | Dražen Silić / Mate Mezulić Benedikt Nikpalj / Antonio Zelić                          | Kroatië          | 2.31,45 | 50,18 (28) | 50,64 (28) | 50,63 (28) |            |
| 29     | Dorin Alexandru Grigore / Florin Cezar Crăciun Levente Bartha / Paul-Septimiu Muntean | Roemenië         | 2.32,15 | 50,55 (29) | 50,79 (29) | 50,81 (29) |            |